# Waghapur
Waghapur là một thị trấn thống kê (census town) của quận Yavatmal thuộc bang Maharashtra, Ấn Độ.

## Nhân khẩu
Theo điều tra dân số năm 2001 của Ấn Độ, Waghapur có dân số 8405 người. Phái nam chiếm 54% tổng số dân và phái nữ chiếm 46%. Waghapur có tỷ lệ 69% biết đọc biết viết, cao hơn tỷ lệ trung bình toàn quốc là 59,5%: tỷ lệ cho phái nam là 63%, và tỷ lệ cho phái nữ là 76%. Tại Waghapur, 10% dân số nhỏ hơn 6 tuổi.